# Eintracht Brunswick
Maillots
Actualités
L'Eintracht Brunswick (Braunschweiger TSV Eintracht en allemand) est un club allemand de football évoluant en 2. Bundesliga et basé à Brunswick.

## Historique
- 1895 : fondation du club sous le nom de Fußball- und Cricket-Club Eintracht Braunschweig
- 1899 : le club est renommé FC Eintracht Braunschweig
- 1920 : le club est renommé SV Eintracht Braunschweig
- 1945 : fermeture du club
- 1945 : refondation du club sous le nom de TSV Braunschweig
- 1949 : le club est renommé Braunschweiger TSV Eintracht
- 1963 : 1re participation à la Bundesliga 1 (saison 1963/64)
- 1967 : 1re participation à une coupe d'Europe (C1, saison 1967/68)
- 2020 : Le club finit 3e du championnat de troisième division et doit affronter le FC Nuremberg en barrages de promotion mais vu que le FC Bayern Munich II champion de la 3. Liga n'est pas éligible à la promotion, l'Eintracht Braunschweig en profite pour monter en deuxième division, de ce fait le FC Ingolstadt 04 ira en barrages alors 4e du championnat.

## Palmarès
| Compétitions nationales | Compétitions internationales                                                       |
| - Championnat d'Allemagne (1) : - Champion : 1967. - Championnat d'Allemagne de troisième division (1) : - Champion : 2011. | - Ligue des champions de l'UEFA : - Meilleur résultat : Quart de finaliste en 1968 |

## Joueurs et personnalités du club

### Entraîneurs
Le tableau suivant présente la liste des entraîneurs du club depuis 1937.
| Rang | Nom                | Période   |
| ---- | ------------------ | --------- |
| 1    | Georg Knöpfle      | 1937-1948 |
| 2    | Woldemar Gerschler | 1948-1949 |
| 3    | Hans-Georg Vogel   | 1949-1952 |
| 4    | Edmund Conen       | 1952-1956 |
| 5    | Kurt Baluses       | 1956-1960 |
| 6    | Hermann Lindemann  | 1960-1961 |
| 7    | Hans-Georg Vogel   | 1961-1963 |
| 8    | Helmuth Johannsen  | 1963-1970 |
| 9    | Otto Knefler       | 1970-1974 |
| 10   | Branko Zebec       | 1974-1978 |
| 11   | Werner Olk         | 1978-1979 |
| 12   | Heinz Patzig       | 1979      |
| 13   | Heinz Lucas        | 1979      |

| Rang | Nom                 | Période   |
| ---- | ------------------- | --------- |
| 14   | Uli Maslo           | 1979-1983 |
| 15   | Heinz Patzig        | 1983      |
| 16   | Aleksandar Ristić   | 1983-1985 |
| 17   | Heinz Patzig        | 1985      |
| 18   | Willibert Kremer    | 1985-1986 |
| 19   | Heinz Patzig        | 1986      |
| 20   | Gerd Roggensack     | 1986-1987 |
| 21   | Uwe Reinders        | 1987-1990 |
| 22   | Joachim Streich     | 1990-1991 |
| 23   | Werner Fuchs        | 1991-1992 |
| 24   | Uli Maslo           | 1992-1993 |
| 25   | Wolf-Rüdiger Krause | 1993-1994 |
| 26   | Jan Olsson          | 1994-1995 |

| Rang | Nom                 | Période   |
| ---- | ------------------- | --------- |
| 27   | Heinz-Günter Scheil | 1995      |
| 28   | Benno Möhlmann      | 1995-1997 |
| 29   | Michael Lorkowski   | 1997-1998 |
| 30   | Dirk Holdorf        | 1998      |
| 31   | Wolfgang Sandhowe   | 1998-1999 |
| 32   | Uwe Hain            | 1999      |
| 33   | Reinhold Fanz       | 1999-2001 |
| 34   | Uwe Hain            | 2001      |
| 35   | Peter Vollmann      | 2001-2002 |
| 36   | Uwe Reinders        | 2002-2004 |
| 37   | Wolfgang Loos       | 2004      |
| 38   | Michael Krüger      | 2004-2006 |
| 39   | Willi Kronhardt     | 2006      |

| Rang | Nom                  | Période                   |
| ---- | -------------------- | ------------------------- |
| 40   | Djuradj Vasic        | 2006                      |
| 41   | Willi Reimann        | 2006-2007                 |
| 42   | Dietmar Demuth       | 2007                      |
| 43   | Benno Möhlmann       | 2007-2008                 |
| 44   | Torsten Lieberknecht | 2008-2018                 |
| 45   | Henrik Pedersen      | 2018                      |
| 46   | André Schubert       | 2018-2019                 |
| 47   | Christian Flüthmann  | Jul.2019-Nov.2019         |
| 48   | Marco Antwerpen      | Nov.2019-Jul.2020         |
| 49   | Daniel Meyer         | juillet 2020-juillet 2021 |
| 50   | Michael Schiele      | juillet 2021-juillet 2023 |
| 51   | Jens Härtel          | juillet 2023-octobre 2023 |
| 52   | Daniel Scherning     | octobre 2023-             |

### Staff
| Nom              | Nationalité | Fonction               |
| ---------------- | ----------- | ---------------------- |
| Daniel Scherning |             | Entraineur             |
| Matthias Lust    |             | Entraineur Adj.        |
| Marc Pfitzner    |             | Entraineur Adj.        |
| Manfred Petz     |             | Entraineur de gardiens |
| Janning Michels  |             | Entraîneur Athlétique  |

### Joueurs emblématiques
L'Eintracht Brunswick a compté plusieurs joueurs de classe mondiale dans ses rangs, dont Paul Breitner et le légendaire gardien Bernd Franke, ainsi que Igor Belanov le ballon d'or 1986.
- Hasse Borg
- Paul Breitner
- Bernd Dörfel
- Wolfgang Dremmler
- Bernd Franke
- Uwe Krause
- Tobias Rau
- Max Lorenz
- Danilo Popivoda
- Igor Belanov
- Horst Wolter

## Identité visuelle

Ancien logo.
Logo actuel.